# Lucieni (gmina)
Lucieni – gmina w południowej Rumunii, terytorialnie i administracyjnie należąca do okręgu Dymbowica.
W skład gminy wchodzą 2 miejscowości: Lucieni i Olteni. Według stanu na rok 2011 liczyła 3131 mieszkańców, zaś w roku 2021 jej liczebność wynosiła 3138 mieszkańców.